# Avro Type F
El Avro Type F fue uno de los primeros aviones británicos monoplaza de Avro. El 1 de mayo de 1912 se convirtió en el primer avión del mundo en volar con una cabina completamente cerrada para el piloto, como parte integral del diseño.

## Diseño y desarrollo

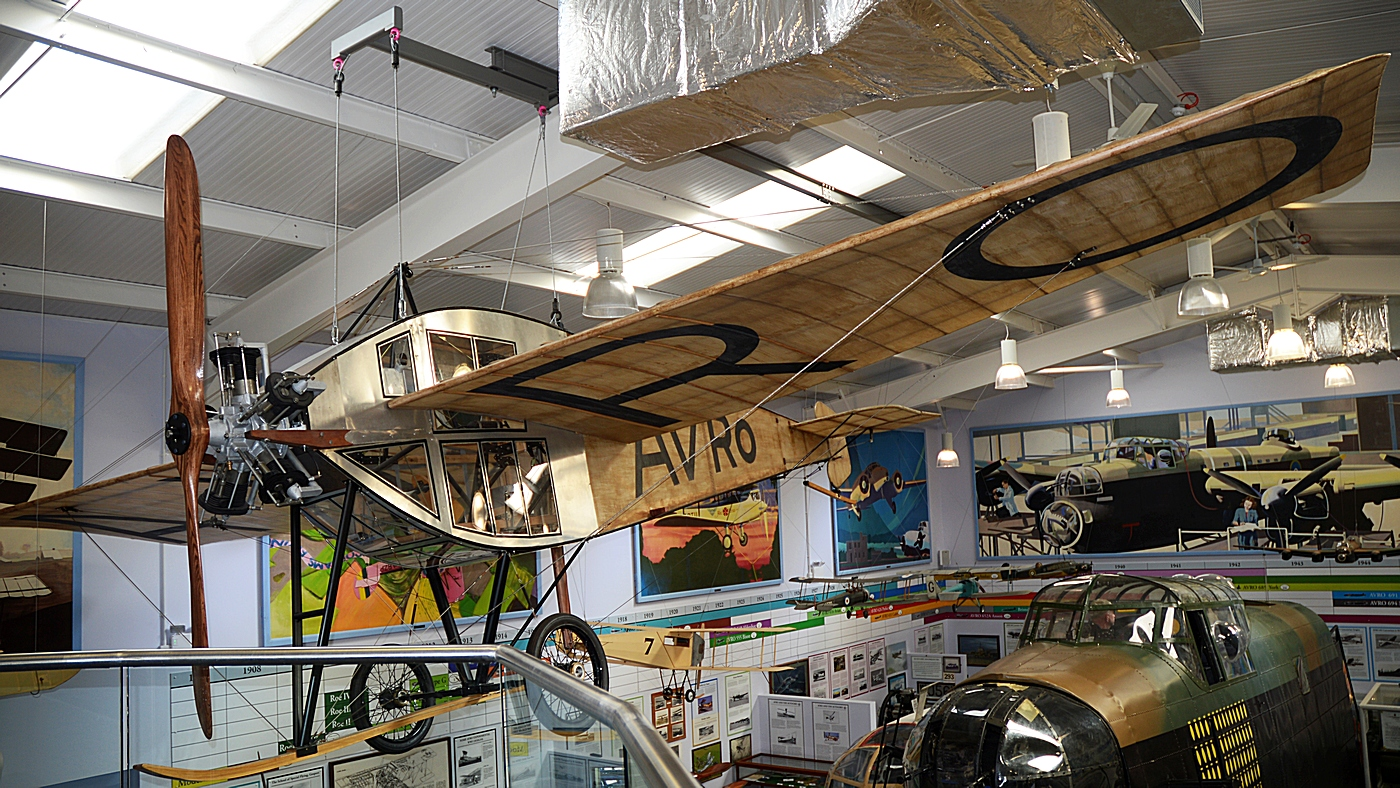
Réplica del Avro Type F exhibida en el Avro Heritage Museum, Woodford, Mánchester.

Era un monoplano de ala media arriostrado por cable con tren de aterrizaje de patín de cola. El fuselaje tenía forma de lágrima con laterales planos y ventanas embutidas. En previsión de que las fugas de aceite provenientes del motor obstaculizaran la visión del piloto formando una capa sobre las ventanas de la cabina, existían dos ventanas circulares a la altura de la cabeza del piloto que se podían abrir para que el piloto sacara la misma en vuelo, pero se vio que su uso era innecesario. El acceso y la salida se realizaba mediante una trampilla de plancha de aluminio situada en la parte superior del fuselaje. La cabina era bastante estrecha, teniendo sólo 60 cm en su parte más ancha.
El Type F realizó unos pocos vuelos de pruebas a mitad de 1912 hasta que resultó dañado sin posibilidad de reparación en un aterrizaje duro el 13 de septiembre, tras lo que no fue reparado. Su motor Viale 35 hp se exhibe en el Museo de Ciencias de Londres; y el timón está preservado en el Royal Aero Club.
Una réplica, BAPC.328, se exhibe en el Avro Heritage Museum en Woodford, Greater Manchester.

## Especificaciones
Referencia datos: Milestones of the Air

### Características generales
- Tripulación: Uno (piloto)
- Longitud: 7 m (23 ft)
- Envergadura: 8,5 m (28 ft)
- Altura: 2,3 m (7,5 ft)
- Superficie alar: 14,7 m² (158,2 ft²)
- Peso vacío: 250 kg (551 lb)
- Peso cargado: 360 kg (793,4 lb)
- Planta motriz: 1× motor radial de cinco cilindros refrigerado por aire Viale 35 hp.
  - Potencia: 26 kW (36 HP; 35 CV)

### Rendimiento
- Velocidad máxima operativa (Vno): 105 km/h (65 MPH; 57 kt)
- Régimen de ascenso: 1,5 m/s (295 ft/min)

## Aeronaves relacionadas

### Secuencias de designación
- Secuencia Alfabética (interna de Avro): Type D - Type E - Type Es - Type F - Type G - Type H - Type J